# Trongisvágur
Trongisvágur é uma localidade situada na costa oriental da ilha de Suðuroy, nas Ilhas Faroés, junto ao fiorde Trongisvágsfjørður. Integra a comuna de Tvøroyri, a cidade vizinha. 

Trongisvágur possui um centro desportivo, uma escola e uma creche. Nas suas imediações, encontra-se um rio chamado Stórá, que passa por um vale e por uma plantação, até chegar à foz, numa praia vizinha.
Nas montanhas acima de Trongisvágur, existe um vale chamado Rangabotnur, que pode nos dias de hoje ser alcançado usando uma estrada de asfalto. A partir de 1901, foi explorado o carvão existente nessas montanhas. Era transportado das minas até ao mar através de um sistema de cordas. Os vestígios das minas ainda se encontram no local, incluindo algum equipamento antigo. O local oferece uma vista interessante de Trongisvágur e Tvøroyri
.
No interior do vale, atrás de Trongisvágur, existe um túnel que atravessa a montanha em direcção a norte, rumo à cidade de Hvalba. O túnel foi construído em 1963, tendo sido o primeiro nas Ilhas Faroés. Possui uma extensão de  1400 metros. Na superfície dessa mesma montanha, encontram-se os destroços de um avião britânico, que aí se despenhou no decurso da segunda guerra mundial.
A primeira rampa para barcos das Ilhas Faroés foi construída em Trongisvágur em 1894.

## Galeria

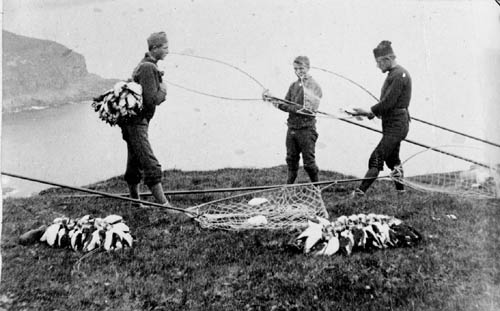
Caçadores de aves em Trongisvágur, no fim do século XIX
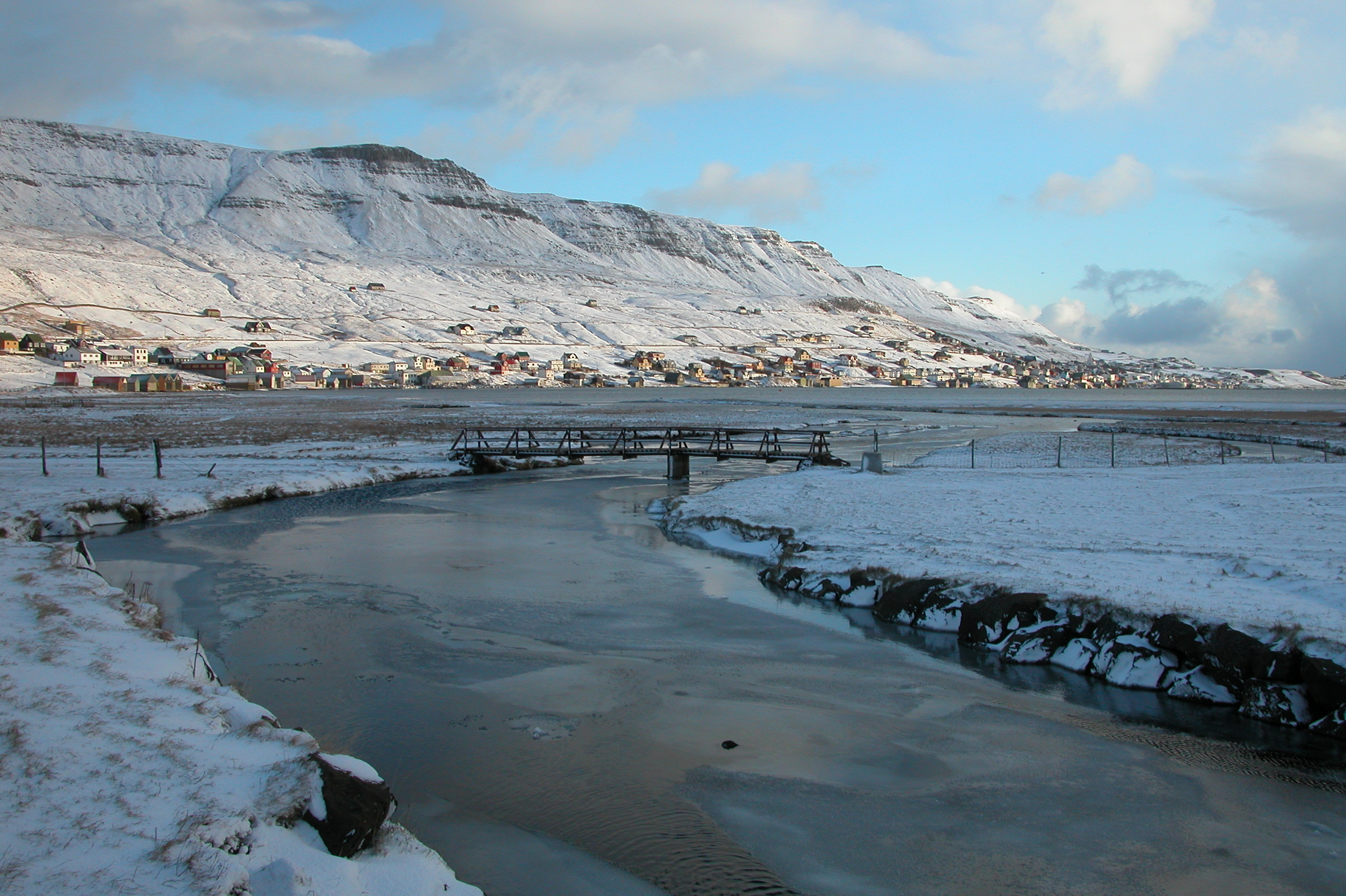
Rio de Trongisvágur no inverno
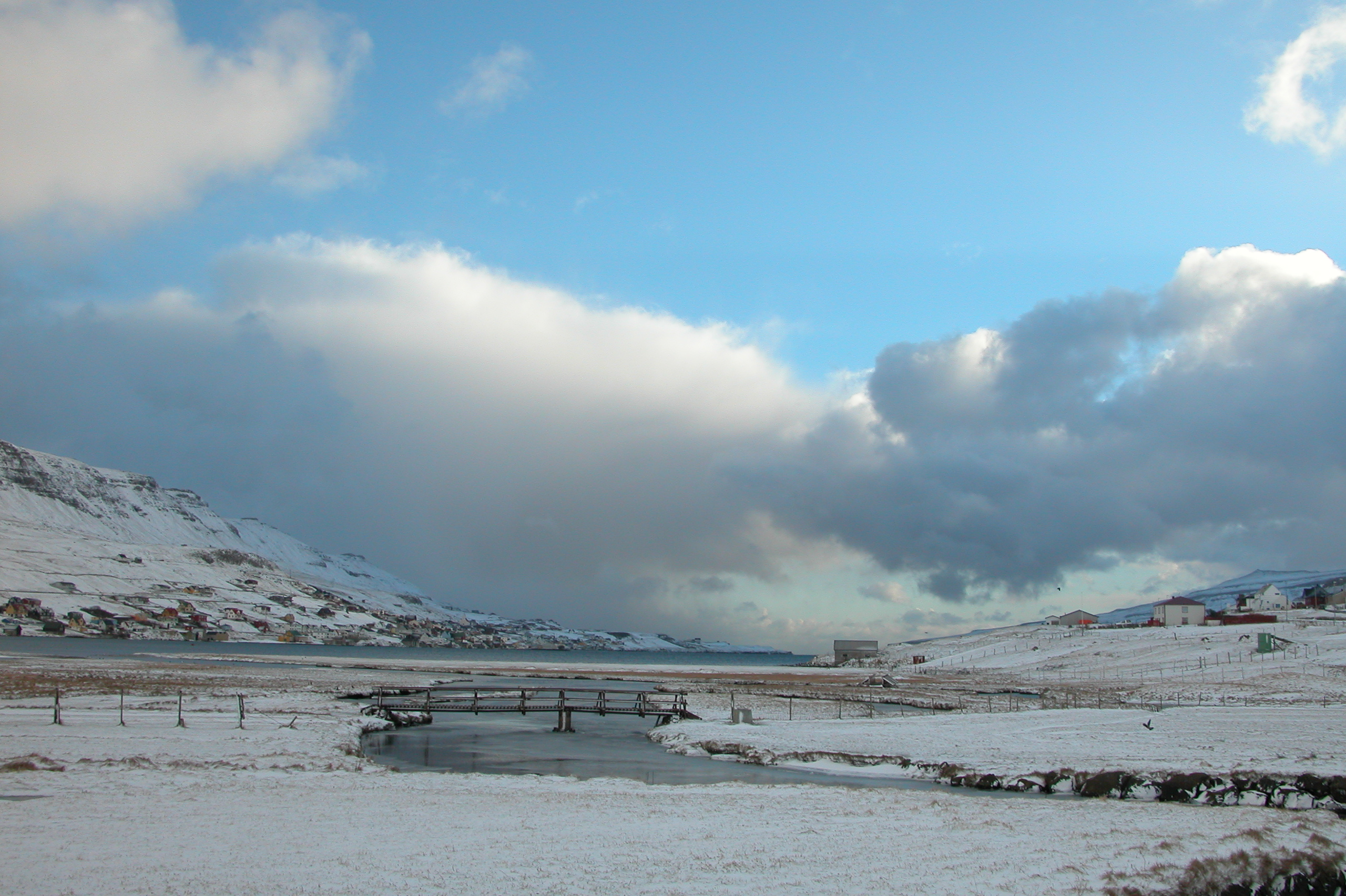
Trongisvágur no inverno